# Kernen Omloop Echt-Susteren 2014
Le Kernen Omloop Echt-Susteren a eu lieu le 7 septembre 2014.  L'épreuve fait partie de l'UCI Europe Tour 2014 en catégorie 1.2. L'épreuve a été remportée au sprint par le coureur allemand Phil Bauhaus.

## Présentation

### Équipes
| Nom de l'équipe                           | Pays       | Code |
| ----------------------------------------- | ---------- | ---- |
| 3M                                        | Belgique   | MMM  |
| An Post-ChainReaction                     | Irlande    | SKT  |
| Color Code-Biowanze                       | Belgique   | CCB  |
| Cult Energy Vital Water                   | Danemark   | CUL  |
| De Rijke                                  | Pays-Bas   | RIJ  |
| Differdange-Losch                         | Luxembourg | CCD  |
| Jo Piels                                  | Pays-Bas   | CJP  |
| Koga                                      | Pays-Bas   | KOG  |
| Kuota                                     | Allemagne  | TKG  |
| Leopard Development                       | Luxembourg | LDT  |
| Metec-TKH Continental                     | Pays-Bas   | MET  |
| Øster Hus-Ridley                          | Norvège    | OHR  |
| Parkhotel Valkenburg                      | Pays-Bas   | PVC  |
| Rabobank Development                      | Pays-Bas   | RDT  |
| Rietumu-Delfin                            | Lettonie   | RBD  |
| Stölting                                  | Allemagne  | STG  |
| Trefor-Blue Water                         | Danemark   | TBW  |
| Vastgoedservice-Golden Palace Continental | Belgique   | VGS  |
| Veranclassic-Doltcini                     | Belgique   | VER  |
| Verandas Willems                          | Belgique   | WIL  |

| Nom de l'équipe    | Pays     | Code |
| ------------------ | -------- | ---- |
| Baby-Dump          | Pays-Bas | BBD  |
| Croford            | Pays-Bas | CRO  |
| Lotto-Belisol U23  | Belgique | LBU  |
| WV De Jonge Renner | Pays-Bas | WVR  |

| Nom de l'équipe       | Pays     | Code |
| --------------------- | -------- | ---- |
| Sélection du Limbourg | Pays-Bas | LIM  |

## Classement final
|    | Coureur           | Équipe                                    |    | Temps          |
| -- | ----------------- | ----------------------------------------- | -- | -------------- |
| 1  | Phil Bauhaus      | Stölting                                  | en | 4h 08 min 05 s |
| 2  | Patrick Clausen   | Trefor-Blue Water                         | +  | m.t.           |
| 3  | Remco te Brake    | Metec-TKH Continental                     |    | m.t.           |
| 4  | Joeri Stallaert   | Veranclassic-Doltcini                     |    | m.t.           |
| 5  | Maarten van Trijp | Rabobank Development                      |    | m.t.           |
| 6  | Jesper Asselman   | Metec-TKH Continental                     |    | m.t.           |
| 7  | Nicolas Vereecken | Verandas Willems                          |    | m.t.           |
| 8  | Mitchell Huenders | Parkhotel Valkenburg                      |    | m.t.           |
| 9  | Kevin Peeters     | Vastgoedservice-Golden Palace Continental |    | m.t.           |
| 10 | Amaury Capiot     | Lotto-Belisol U23                         |    | m.t.           |